# Alex Lanipekun

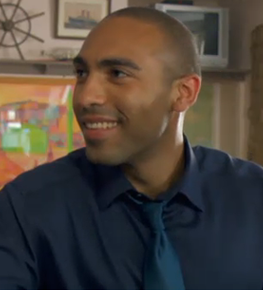
Alex Lanipekun (2014)

Alex Lanipekun (* 7. April 1981 in London) ist ein britischer Schauspieler.

## Leben
Alex Lanipekun arbeitete zunächst als Journalist und Hip-Hopper. Später absolvierte er eine Schauspielausbildung auf der RADA (Royal Academy of Dramatic Arts). Kurz nach dem Abschluss seiner Ausbildung spielte er die Rolle des Ben Kaplan in 12 Episoden der Fernsehserie Spooks – Im Visier des MI5. 2010 war er in zwei Folgen der britischen Fernsehserie Being Human als Saul zu sehen. Von 2014 bis 2015 spielte er den Hank Wonham in der Fernsehserie Homeland.
Neben seinen Auftritten in Film und Fernsehen ist Alex Lanipekun auch im Theater zu sehen. 2009 spielte er Danilo im Theaterstück Dimetos Dimetos am Donmar Warehouse. Am National Theatre in London trat er 2010 in  Hamlet auf. 2013 war er im Theaterstück Amygdala in der Hauptrolle des Musikers Joshua im Print Room in London zu sehen.

## Filmographie (Auswahl)
- 2001: Der vierte Engel (The Fourth Angel)
- 2007–2008: Spooks – Im Visier des MI5 (Spooks, Fernsehserie, 12 Folgen)
- 2009: Beautiful People (Fernsehserie, Folge 2x03)
- 2009, 2012: Coming Up (Fernsehserie, 2 Folgen)
- 2010: Being Human (Fernsehserie, Folgen 2x01–2x02)
- 2010: National Theatre Live (Fernsehserie, Folge 2x01)
- 2011: Blitz – Cop-Killer vs. Killer-Cop (Blitz)
- 2011: Death in Paradise (Fernsehserie, Folge 1x06)
- 2012: Die Borgias (The Borgias, Fernsehserie, Folgen 2x08–2x09)
- 2012: Dead Europe
- 2012: Twenty8k
- 2013: Way to Go (Fernsehserie, Folge 1x06)
- 2013: Big Bad World (Fernsehserie, 5 Folgen)
- 2013: London Irish (Fernsehserie, Folge 1x05)
- 2014: 24: Live Another Day (Miniserie, 4 Folgen)
- 2014–2015: Homeland (Fernsehserie, 4 Folgen)
- 2014: Second Coming
- 2015: Legacy
- 2016: Der Spion und sein Bruder
- 2016: Love Is Thicker Than Water
- 2017: Love Blossoms
- 2018: Troja – Untergang einer Stadt (Troy: Fall of a City, Fernsehserie, 6 Folgen)
- 2018: Titan – Evolve or Die
- 2019: Riviera (Fernsehserie, 10 Folgen)
- 2021: Domina (Fernsehserie)
- 2022: The Rising (Fernsehserie)